# Facundo Moreira
Facundo Moreira, vollständiger Name Facundo Maximiliano Moreira Burgos, (* 27. Februar 1989 in Montevideo) ist ein uruguayischer Fußballspieler.

## Karriere
Der 1,90 Meter große Mittelfeldakteur Moreira gehörte zu Beginn seiner Karriere von der Clausura 2008 bis Anfang August 2013 dem Kader des in Montevideo beheimateten Klubs Miramar Misiones an. In der Saison 2010/11 absolvierte er 14 Partien (kein Tor) in der Primera División. Zur Clausura 2013 wechselte er innerhalb der höchsten uruguayischen Spielklasse zum Club Atlético Rentistas. Bis zum Saisonabschluss kam er dort zu 16 weiteren Erstligaeinsätzen (kein Tor). Mitte August 2014 schloss er sich dem Zweitligisten Boston River an. In der Saison 2014/15 wurde er 30-mal (sechs Tore) in der Segunda División eingesetzt. Im Juli 2015 wurde er an den Erstligisten El Tanque Sisley verliehen. Dort bestritt er bis Saisonende 22 Erstligaspiele und schoss fünf Tore. Anschließend kehrte er zunächst zu Boston River zurück. Bereits nach einem Monat wurde er jedoch Anfang August 2016 an den Club Atlético Cerro verliehen. In der Saison 2016 kam er bei den Montevideanern zehnmal (kein Tor) in der Liga zum Einsatz. In der Saison 2017 wurde er in sechs Erstligaspielen (ein Tor) und einer Partie (kein Tor) der Copa Libertadores 2017 eingesetzt. Anfang Juli 2017 verpflichtete ihn der Metropolitanos FC leihweise. Bislang (Stand: 22. Juli 2017) absolvierte er bei den Venezolanern ein Erstligaspiel (kein Tor).